# Sonia Rolland
Sonia Rolland (Kigali, 11 febbraio 1981) è una modella e attrice francese, vincitrice del titolo di Miss Francia 2000.

## Biografia
Nata a Kigali, nel Ruanda, da padre francese e da madre ruandese, lascia il Paese nel 1990 per via dei sempre più violenti disordini scoppiati tra le due etnie maggioritarie degli hutu e dei tutsi, trasferendosi nel vicino Burundi. Tuttavia, lo scoppio della guerra civile in Burundi la costringe poi ad emigrare al seguito della famiglia in Francia nel 1994.
Nell'ottobre 1999, Sonia Rolland vince il concorso di bellezza Miss Borgogna che le permette di rappresentare la regione al concorso nazionale Miss Francia 2000, da cui esce vincitrice, diventando la prima Miss Francia di origini africane. Partecipa anche a Miss Universo 2000 in rappresentanza della Francia, tenutosi a Cipro, dove la Rolland si classifica al nono posto.
In seguito la Rolland intraprende la carriera di attrice, recitando come protagonista della serie televisiva poliziesca francese Léa Parker, andata in onda dal 2004 al 2006. Nel 2011 appare nei panni di Joséphine Baker nel film Midnight in Paris di Woody Allen. Dal 2019 è protagonista di un'altra serie televisiva poliziesca, Delitti ai Tropici.

## Filmografia

### Cinema
- Le P'tit curieux regia di Jean Marbeauf (2004)
- C'est beau une ville la nuit, regia di Richard Bohringer (2006)
- Midnight in Paris, regia di Woody Allen (2011)
- Desordes, regia di Etienne Faure (2012)
- Quai d'Orsay, regia di Bertrand Tavernier (2013)
- Madame, regia di Amanda Sthers (2017)

### Televisione
- Ricchezza nazionale (Les pygmées de Carlo), regia di Radu Mihaileanu - film TV (2002)
- Léa Parker - serie TV, 50 episodi (2004–2006)
- Les zygs, le secret des disparus, regia di Jacques Fansten - film TV (2007)
- Moloch Tropical, regia di Raoul Peck - film TV (2009)
- Les Invincibles - serie TV, 7 episodi (2011)
- Touissaint Louverture - miniserie TV (2012)
- Cherif - serie TV, episodio 1x03 (2013)
- Delitti ai Tropici (Tropiques criminels) – serie TV, 48 episodi (2019-in corso)